# Pierluigi Borghetti
Pierluigi Borghetti (né le 18 novembre 1984  à Brescia) est un footballeur italien. Il évolue au poste de défenseur.

## Biographie
Borghetti commence sa carrière à Crotone. Il joue 42 matchs en Serie B (deuxième division) avec ce club.
En janvier 2009, il rejoint l'équipe du Ternana Calcio, en troisième division.
En 2011, il rejoint le  Pérouse Calcio, équipe de 4e division.

## Carrière
- 2005- janv. 2009 :  FC Crotone
- janv. 2009-2011 :  Ternana Calcio
- 2011- :  Pérouse Calcio[1]